# Tuhaň (Boêmia Central)
Tuhaň é uma comuna checa localizada na região da Boêmia Central, distrito de Mělník.